# Vengurla
Vengurla is een nagar panchayat (plaats) in het district Sindhudurg van de Indiase staat Maharashtra. 

## Demografie
Volgens de Indiase volkstelling van 2001 wonen er 12.471 mensen in Vengurla, waarvan 49% mannelijk en 51% vrouwelijk is. De plaats heeft een alfabetiseringsgraad van 81%. 